# Mistrzostwa Afryki w Lekkoatletyce 2000
12. Mistrzostwa Afryki w Lekkoatletyce – ogólnoafrykańskie zawody lekkoatletyczne, które zostały zorganizowane w lipcu 2000 roku w Algierze.

## Rezultaty

### Mężczyźni
| Konkurencja           | Złoto                                     | Złoto    | Srebro                                          | Srebro   | Brąz                               | Brąz         |
| --------------------- | ----------------------------------------- | -------- | ----------------------------------------------- | -------- | ---------------------------------- | ------------ |
| 100 m                 | Abdul Aziz Zakari · Ghana                 | 10.13    | Stéphan Buckland · Mauritius                    | 10.20    | Kenneth Andam · Ghana              | 10.33        |
| 200 m                 | Abdul Aziz Zakari · Ghana                 | 20.23    | Joseph Batangdon · Kamerun                      | 20.31    | Oumar Loum · Senegal               | 20.76        |
| 400 m                 | Eric Milazar · Mauritius                  | 45.62    | Malik Louahla · Algieria                        | 45.78    | Sofiène Labidi · Tunezja           | 45.81        |
| 800 m                 | Djabir Saïd-Guerni · Algieria             | 1:45.88  | Mbulaeni Mulaudzi · Południowa Afryka           | 1:46.28  | Mouhssin Chehibi · Maroko          | 1:46.47      |
| 1500 m                | Youssef Baba · Maroko                     | 3:42.07  | Adil Kaouch · Maroko                            | 3:42.53  | Mohamed Khaldi · Algieria          | 3:42.77      |
| 5000 m                | Ali Saïdi-Sief · Algieria                 | 13:26.86 | Saïd Bérioui · Maroko                           | 13:31.75 | Mohamed Saïd El Wardi · Maroko     | 13:30.01 (?) |
| 10000 m               | Abraha Hadush · Etiopia                   | 28:40.51 | Dejene Berhanu · Etiopia                        | 28:41.11 | Kamel Kohil · Algieria             | 28:48.98     |
| 3000 m z przeszkodami | Lotfi Turki · Tunezja                     | 8:33.29  | Laïd Bessou · Algieria                          | 8:35.89  | David Chepkisa · Kenia             | 8:39.00      |
| 110 m przez płotki    | Joseph-Berlioz Randriamihaja · Madagaskar | 13.99    | Doudou Félou Sow · Senegal                      | 14.38    | Toufik Dahmani · Algieria          | 15.10        |
| 400 m przez płotki    | Sylvester Omodiale · Nigeria              | 49.81    | Jean-Dominique Dième · Senegal                  | 50.29    | Yvon Rakotoarimiandry · Madagaskar | 50.39        |
| Chód na 20 km         | Hatem Ghoula · Tunezja                    | 1:25:38  | Moussa Aouanouk · Algieria                      | 1:25:42  | Merzak Abbès · Algieria            | 1:32:37      |
| 4 × 100 m             | Ghana                                     | 39.90    | Mauritius                                       | 40.07    | Gabon                              | 40.53        |
| 4 × 400 m             | Algieria                                  | 3:05.45  | Botswana                                        | 3:06.07  | Senegal                            | 3:06.53      |
| Skok wzwyż            | Abderahmane Hammad · Algieria             | 2.34 CR  | Malcolm Hendriks · Południowa Afryka            | 2.20     | Eugène Ernesta · Seszele           | 2.20         |
| Skok w dal            | Younès Moudrik · Maroko                   | 8.34     | Hatem Mersal · Egipt                            | 7.90     | Mehdi El Ghazouani · Maroko        | 7.88         |
| Skok o tyczce         | Rafik Mefti · Algieria                    | 5.00     | Karim Sène · Senegal                            | 4.80     | Mohamed Benyahia · Algieria        | 4.65         |
| Trójskok              | Andrew Owusu · Ghana                      | 16.69    | Samuel Okantey · Ghana                          | 16.69    | Olivier Sanou · Burkina Faso       | 16.31        |
| Pchnięcie kulą        | Chima Ugwu · Nigeria                      | 19.02    | John Sullivan · Południowa Afryka               | 17.46    | Hicham Aïtaha · Maroko             | 16.91        |
| Rzut dyskiem          | Frits Potgieter · Południowa Afryka       | 60.35    | Mickaël Conjungo · Republika Środkowoafrykańska | 59.58    | Chima Ugwu · Nigeria               | 57.91        |
| Rzut oszczepem        | Maher Ridane · Tunezja                    | 72.51    | Khaled Es Sayed Yassin · Egipt                  | 72.01    | Walid Abderrazak Mohamed · Egipt   | 71.67        |
| Rzut młotem           | Samir Haouam · Algieria                   | 69.38    | Mohamed Karim Horchani · Tunezja                | 63.68    | Yamen Hussein Abdel Moneim · Egipt | 63.71        |
| Dziesięciobój         | Rédouane Youcef · Algieria                | 7129     | Mada Ndiaye · Senegal                           | 6981     | Adil Chakri · Maroko               | 6715         |

### Kobiety
| Konkurencja        | Złoto                          | Złoto    | Srebro                                  | Srebro   | Brąz                                                 | Brąz     |
| ------------------ | ------------------------------ | -------- | --------------------------------------- | -------- | ---------------------------------------------------- | -------- |
| 100 m              | Myriam Léonie Mani · Kamerun   | 11.21    | Aïda Diop · Senegal                     | 11.46    | Monica Twum · Ghana                                  | 11.47    |
| 200 m              | Myriam Léonie Mani · Kamerun   | 22.54    | Aïda Diop · Senegal                     | 23.01    | Fatima Yusuf · Nigeria                               | 23.27    |
| 400 m              | Claudine Komgang · Kamerun     | 51.35    | Mireille Nguimgo · Kamerun              | 51.81    | Kaltouma Nadjina · Czad                              | 52.27    |
| 800 m              | Hasna Benhassi · Maroko        | 1:59.01  | Nouria Mérah-Benida · Algieria          | 1:59.73  | Gladys Wamuyu · Kenia                                | 2:00.32  |
| 1500 m             | Nouria Mérah-Benida · Algieria | 4:16.14  | Gladys Wamuyu · Kenia                   | 4:16.56  | Berhane Herpassa · Etiopia                           | 4:16.87  |
| 5000 m             | Asmae Leghzaoui · Maroko       | 15:43.46 | Meseret Defar · Etiopia                 | 15:49.86 | Merima Denboba · Etiopia                             | 15:53.68 |
| 10000 m            | Souad Aït Salem · Algieria     | 34:02.28 | Genet Teka · Etiopia                    | 34:05.18 | Bouchra Chaabi · Maroko                              | 34:08.79 |
| 100 m przez płotki | Glory Alozie · Nigeria         | 13.09    | Lalanirina Rosa Rakotozafy · Madagaskar | 13.21    | Maria-Joëlle Conjungo · Republika Środkowoafrykańska | 13.77    |
| 400 m przez płotki | Mame Tacko Diouf · Senegal     | 57.48    | Gnima Touré · Senegal                   | 58.96    | Nabila Jami · Maroko                                 | 62.45    |
| Chód na 10 km      | Bahia Boussad · Algieria       | 49:33    | Nagwa Ibrahim Ali · Egipt               | 50:15    | Dounia Kara · Algieria                               | 50:55    |
| 4 × 100 m          | Ghana                          | 43.99    | Senegal                                 | 44.62    | Kamerun                                              | 46.97    |
| 4 × 400 m          | Kamerun                        | 3:32.89  | Maroko                                  | 3:42.91  | Algieria                                             | 3:51.01  |
| Skok wzwyż         | Hind Bounouar · Maroko         | 1.75     | Amina Lemgherbi · Algieria              | 1.70     | Hamida Benhocine · Algieria                          | 1.70     |
| Skok o tyczce      | Syrine Balti · Tunezja         | 3.85     | Annelie van Wyk · Południowa Afryka     | 3.80     | Rasha Abdel Khalek · Egipt                           | 3.10     |
| Skok w dal         | Kéné Ndoye · Senegal           | 6.39     | Elisa Cossa · Mozambik                  | 6.20     | Béryl Laramé · Seszele                               | 6.18     |
| Trójskok           | Baya Rahouli · Algieria        | 14.23    | Françoise Mbango Etone · Kamerun        | 13.87    | Kéné Ndoye · Senegal                                 | 13.81    |
| Pchnięcie kulą     | Hanaa Salah El Melegi · Egipt  | 16.01    | Amel Ben Khaled · Tunezja               | 15.39    | Wafa Ismail El Baghdadi · Egipt                      | 14.97    |
| Rzut dyskiem       | Monia Kari · Tunezja           | 58.46    | Ndoumbé Gaye · Senegal                  | 50.81    | Felicia Nkiru Ojiego · Nigeria                       | 49.65    |
| Rzut młotem        | Caroline Fournier · Mauritius  | 59.60    | Marwa Ahmed Hussein · Egipt             | 57.15    | Djida Yalloulène · Algieria                          | 49.72    |
| Rzut oszczepem     | Aïda Sellam · Tunezja          | 53.35    | Lindy Leveau · Seszele                  | 50.88    | Hanaa Salah El Melegi · Egipt                        | 42.31    |
| Siedmiobój         | Yasmina Kettab · Algieria      | 5837     | Maralize Fouché · Południowa Afryka     | 5726     | Patience Itanyi · Nigeria                            | 5611     |

## Klasyfikacja medalowa
| Klasyfikacja medalowa | Klasyfikacja medalowa        | Klasyfikacja medalowa | Klasyfikacja medalowa | Klasyfikacja medalowa | Klasyfikacja medalowa |
| --------------------- | ---------------------------- | --------------------- | --------------------- | --------------------- | --------------------- |
| Miejsce               | Kraj                         | Złoto                 | Srebro                | Brąz                  | Razem                 |
| 1.                    | Algieria                     | 12                    | 5                     | 9                     | 26                    |
| 2.                    | Tunezja                      | 6                     | 2                     | 1                     | 9                     |
| 3.                    | Maroko                       | 5                     | 3                     | 7                     | 15                    |
| 4.                    | Ghana                        | 5                     | 1                     | 2                     | 8                     |
| 5.                    | Kamerun                      | 4                     | 3                     | 1                     | 8                     |
| 6.                    | Nigeria                      | 3                     | 0                     | 4                     | 7                     |
| 7.                    | Senegal                      | 2                     | 9                     | 3                     | 14                    |
| 8.                    | Mauritius                    | 2                     | 2                     | 0                     | 4                     |
| 9.                    | Południowa Afryka            | 1                     | 5                     | 0                     | 6                     |
| 10.                   | Egipt                        | 1                     | 4                     | 5                     | 10                    |
| 11.                   | Etiopia                      | 1                     | 3                     | 2                     | 6                     |
| 12.                   | Madagaskar                   | 1                     | 1                     | 1                     | 3                     |
| 13.                   | Kenia                        | 0                     | 1                     | 2                     | 3                     |
| 13.                   | Seszele                      | 0                     | 1                     | 2                     | 3                     |
| 15.                   | Republika Środkowoafrykańska | 0                     | 1                     | 1                     | 2                     |
| 16.                   | Botswana                     | 0                     | 1                     | 0                     | 1                     |
| 16.                   | Mozambik                     | 0                     | 1                     | 0                     | 1                     |
| 18.                   | Gabon                        | 0                     | 0                     | 1                     | 1                     |
| 18.                   | Burkina Faso                 | 0                     | 0                     | 1                     | 1                     |
| 18.                   | Czad                         | 0                     | 0                     | 1                     | 1                     |